# Herrania kanukuensis
Herrania kanukuensis är en malvaväxtart som beskrevs av Richard Evans Schultes. Herrania kanukuensis ingår i släktet Herrania och familjen malvaväxter. Inga underarter finns listade i Catalogue of Life.